# Viciria lucida
Viciria lucida är en spindelart som beskrevs av George William Peckham och Elizabeth Maria Gifford Peckham 1907. Viciria lucida ingår i släktet Viciria och familjen hoppspindlar. Inga underarter finns listade i Catalogue of Life.